# Chrysotus viridis
Chrysotus viridis är en tvåvingeart som beskrevs av Becker 1922. Chrysotus viridis ingår i släktet Chrysotus och familjen styltflugor. Inga underarter finns listade i Catalogue of Life.